# تریپی رد
مایکل لامار وایت چهارم (به انگلیسی: Michael Lamar White IV؛ زادهٔ ۱۸ ژوئن ۱۹۹۹) که بیشتر با نام هنری تریپی رد (به انگلیسی: Trippie Redd) شناخته می‌شود، رپر و خواننده-ترانه‌پرداز آمریکایی می‌باشد. او در پیشرفت سبک ایمو رپ و ریج، که زیرشاخه‌ای از موسیقی ترپ به‌شمار می‌روند، نقش داشته است.
اولین میکستیپش (A Love Letter to You) و تک آهنگ اصلی "Love Scars" او را به سمت محبوبیت سوق داد. آهنگ‌های تریپی رد " Dark Knight Dummo " با حضور تراویس اسکات، " Taking a walk " و " Topanga " هر دو به ۱۰۰ گرم بیلبورد رسیدند. اولین آلبوم استودیویی او (Life's a Trip) و آلبوم دوم او ! هر دو به پنج نفر برتر بیلبورد ۲۰۰ رسیدند، در حالی که چهارمین میکستیپش (A Love Letter to You 4) در بالای جدول قرار گرفت. اخیراً، چهارمین آلبوم استودیویی او (Pegasus) به رتبه دو بیلبورد ۲۰۰ رسید.

## اوایل زندگی
مایکل لامار وایت در ۱۸ ژوئن ۱۹۹۹ در کانتون، اوهایو متولد شد. پدرش، مایکل لامار وایت سوم، هنگام تولد او در زندان بود و مادرش، تونیا وایت، برای تربیت او به عنوان یک والد تنها مانده بود. وایت یک برادر کوچکتر با نام مستعار "هیپی رد" دارد و یک برادر بزرگتر داشت که با نام "Dirty Redd" موسیقی می‌ساخت. برادر بزرگتر او در یک تصادف رانندگی در سال ۲۰۱۴ کشته شد، وایت در مورد زمان پس از این حادثه مرگبار با رولینگ استون صحبت کرد. وایت در کانتون بزرگ شد، گرچه چندین بار به کلمبوس، اوهایو نقل مکان کرد. علاقه او به موسیقی از زمانی شروع شد که مادرش در حالی که وایت بزرگ می‌شد، در نقش آشانتی، بیانسه، توپاک و ناس بازی می‌کرد. وی بعداً به گوش هنرمندانی چون تی-پین، کیس، نیروانا، گوچی مان، سیمپل پلن، مرلین منسون، لیل وین و … گوش داد. وایت پس از الهام گرفتن از Taevion Williams، خواننده رپ دیگر که با نام هنری Lil Tae خوانده شد، شروع به رپ کردن کرد. وایت شروع به جدی گرفتن حرفه موسیقی خود کرد و شروع به ضبط موسیقی کرد، "Sub-Zero" و "New Ferrari" را در سال ۲۰۱۴ منتشر کرد اما به زودی این آهنگ‌ها را حذف کرد.
پس از فارغ‌التحصیلی از دبیرستان، وایت به آتلانتا نقل مکان کرد، سرانجام در آنجا با Lil Wop به وی پیشنهاد داد که با یک مارک ضبط شود.

## حرفه

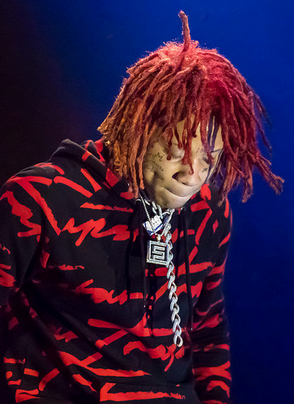
تریپی رد در حال اجرا در فوریه ۲۰۱۸

در تاریخ ۲۶ مه ۲۰۱۷، تریپی رد اولین میکس تیپ خود، A Love Letter To You با تک آهنگ اصلی "Scars Love" منتشر کرد که طی چند ماه بیش از ۸ میلیون بازدید در یوتیوب و بیش از ۱۳ میلیون در ساوندکلاود داشت. تریپی رد در آلبوم ۱۷ ایکس‌ایکس‌ایکس تنتاسیون در آهنگ " Fuck Love " حضور داشت که در جایگاه ۲۸ بیلبورد داغ ۱۰۰ قرار گرفت.
در تاریخ ۶ دسامبر ۲۰۱۷، وایت تک آهنگ " Dark Knight Dummo " را با حضور تراویس اسکات منتشر کرد. این آهنگ در بیلبورد داغ ۱۰۰ به رتبه ۷۲ رسید و آن را به عنوان اولین خواننده وایت در جدول به عنوان خواننده اصلی تبدیل کرد. در تاریخ ۲۵ دسامبر ۲۰۱۷، وایت آهنگ "TR666" را در اکانت ساوندکلاود خود منتشر کرد که در آن سوئه لی حضور داشت و اسکات استورچ آن را تهیه کرده‌است. پیش نمایش آهنگ در تاریخ ۳۰ نوامبر پیش‌بینی شد. وایت آهنگ "۱۸" را به همراه بائور، کریس وو، جوجی و ریچ برایان منتشر کرد.
در مارس ۲۰۱۸، وایت در مصاحبه ای با بیلبورد گفت که اولین آلبوم استودیویی اش همکاری با لیل وین و ارایکا بادو خواهد بود. در ژوئیه ۲۰۱۸، وایت اعلام کرد که این آلبوم با عنوان Life's a Trip ساخته شده و ۲۶ تِرَک طول دارد. او بعداً آن را به ۱۶ تِرَک کوتاه کرد. وایت تک آهنگ‌های "Me Likey" و "How You Feel" را در ۲۲ ژوئن ۲۰۱۸ و " Taking a Walk " در ۶ اوت ۲۰۱۸ منتشر کرد. Life's a Trip در ۱۰ اوت ۲۰۱۸ منتشر شد و در شماره چهار جدول آلبوم Billboard 200 با تک آهنگ "Taking a Walk" اولین بار در شماره ۴۶ جدول Billboard Hot 100 ظاهر شد.
در ۲۴ ژوئیه ۲۰۱۹، وایت تک آهنگ " Mac 10 " را منتشر کرد، که در آن رپرهای آمریکایی لیل بیبی و لیل دوک، آهنگ اصلی دومین آلبوم استودیویی اش (!) حضور داشتند. این آلبوم در تاریخ ۹ اوت ۲۰۱۹ منتشر شد و با ۵۱۰۰۰ واحد معادل آلبوم در شماره سه Billboard 200 ایالات متحده قرار گرفت. او ترانه "They treared From You" با حضور پلی‌بوی کارتی از آلبوم حذف کرد.
وایت همچنین در یوتیوب انگلیسی، شخصیت رسانه ای، و تک خوان خواننده رپ کی‌اس‌آی " Wake Up Call " که در ۳۱ ژانویه ۲۰۲۰ پخش شد، حضور داشت. این آهنگ بعنوان دومین تک اولین آلبوم استودیویی دومی، Dissimulation عمل می‌کند. این آهنگ در جدول تک آهنگ‌های انگلستان به شماره ۱۱ رسید. او همچنین همکاری با جویس ورلد را با عنوان " Tell Me U Luv Me " منتشر کرد.

## زندگی شخصی
وایت اظهار داشت که از نژاد ایرلندی، بومی آمریکایی و آفریقایی آمریکایی است.
وایت در مارس ۲۰۱۷ اعلام کرد ارزش ۷ میلیون دلار دارد و برای مادرش خانه ای ۳۰۰ هزار دلاری را خریداری کرد.

## آلبوم‌شناسی
- «Life's a Trip» زندگی سفر است (۲۰۱۸)
- ! (۲۰۱۹)
- «Pegasus» پگاسوس (اسب بالدار) (۲۰۲۰)
- «Trip At Knight» سفر در شوالیه (۲۰۲۱)
- «MANSION MUSIK» عمارت موسیقی(۲۰۲۳)